# Егорьевское (Лысковский район)
Его́рьевское — село в Лысковском районе Нижегородской области России. Входит в состав Ки́словского сельсовета.

## География
Село расположено на правобережье Волги, в 73 км к юго-востоку от Нижнего Новгорода и в 19 км от районного центра — города Лысково. Ближайшие населённые пункты — посёлок Нива (4 км), деревня Кожино (2 км), село Сёмово (6 км), село Колычево (4 км), село Игумново (5,5 км). Село Егорьевское находится на левом берегу реки Кирилки, левого притока Сундовика.

## История
Село Егорьевское упоминается в писцовых книгах ещё от 1588 года. О нём тогда сообщалось: «В том сельце Егорьевском место церковное, где бывал храм великомученика Егорья в войну сожгла черемиса». Иными словами, название села связано с названием церкви. Потом люди стали селиться вокруг церкви, и таким образом образовалось село Егорьевское на небольшой реке Кирилке. В XVIII — начале XX веков село входило в состав Макарьевского уезда. В Егорьевском была православная церковь, богослужение в которой было прекращено в начале 1930-х годов. Впоследствии было принято решение по ликвидации этого религиозного сооружения. С конца 1920-х годов до начала 1950-х годов в селе существовал колхоз имени Ворошилова.

## Население
В 1980-х годах численность населения Егорьевского составляла 120 человек.
По переписи 2002 года, население Егорьевского составляло 51 человек. За последующие 8 лет, согласно переписи населения 2010 года, его численность сократилась до 32 человек.

## Инфраструктура
В селе две улицы (Ворошилова и Калинина), около 90 домов, имеются магазин, тракторная мастерская, молочно-товарная ферма, таксофон. В бывшей школе устроено общежитие.

## Транспорт
Действует автобусное сообщение с посёлком Нива.